# Sture Pettersson
Sture Helge Vilhelm "Fåglum" Pettersson (født 30. september 1942, død 26. juni 1983) var en svensk cykelrytter.
Pettersson blev tildelt Svenska Dagbladets guldmedalje i 1967 sammen med de andre brødrene Fåglum: Gösta, Sture og Tomas, for VM-sejren i 100 km holdløb i Heerlen, Holland. Han kørte og gennem 1960'erne som amatør, hvorpå han var professionel i perioden 1970-1972.
Sture Pettersson blev sammen med sine brødre verdensmester i holdkørsel tre gange (1967, 1968 og 1969) og vandt to medaljer ved de olympiske lege. 
Han deltog i to olympiske lege. Ved OL 1964 blev han nummer 52 individuelt, og sammen med Sven Hamrin og hans brødre Gösta og Erik Pettersson vandt han bronze i 100 km holdkørsel.
Ved OL 1968 deltog han ikke individuelt, men på et rent brødrehold sammen med Gösta, Erik og Tomas Pettersson vandt han sølv i 100 km holdkørsel. Brødrene Pettersson deltog også i 4.000 meter forfølgelsesløb på bane, men skønt de vandt deres indledende heat mod Trinidad og Tobago, var deres tid ikke god nok til at kvalificere til kvartfinalen.
Efter sin aktive karriere blev Sture Pettersson landstræner for Norges landevejshold, der vandt VM-bronze i 1979.